# 마포구 갑 (1950년 선거구)
마포구 갑은 대한민국의 옛 국회의원 선거구이다. 당시 서울특별시 마포구의 일부 지역을 관할했다.

## 역사
제2대 국회의원 선거를 앞두고 마포구 선거구가 갑, 을로 분구되면서 신설되었다.
제4대 국회의원 선거를 앞두고 마포구 갑, 을 선거구가 통합되면서 폐지되었다.

## 관할 구역
| 대수    | 관할 구역             |
| ------- | --------------------- |
| 2대~3대 | 마포구 아현동, 공덕동 |

## 역대 국회의원
| 선거   | 정당 | 정당       | 의원   |
| ------ | ---- | ---------- | ------ |
| 1950년 |      | 대한국민당 | 오성환 |
| 1954년 |      | 민주국민당 | 김상돈 |

## 역대 선거 결과

### 대한민국 제2대 국회의원 선거
|  | 23.79% |

|  | 13.19% |

|  | 10.88% |

|  | 9.64% |

|  | 9.53% |

|  | 9.22% |

|  | 8.04% |

|  | 5.55% |

|  | 4.61% |

|  | 3.79% |

|  | 1.70% |

### 대한민국 제3대 국회의원 선거
|  | 52.05% |

|  | 34.32% |

|  | 8.40% |

|  | 3.42% |

|  | 1.78% |